# Ladislav Krejčí (football, 1992)
Pour les articles homonymes, voir Ladislav Krejčí et Krejčí.
Ladislav Krejčí, né le 5 juillet 1992 à Prague, est un footballeur tchèque évoluant au poste d'ailier au FC Hradec Králové.

## Biographie
Ladislav Krejčí est finaliste du championnat d'Europe des moins de 19 ans 2011 avec l'équipe de Tchéquie des moins de 19 ans. Lors de cette compétition il inscrit un but en finale face à l'Espagne.

## Palmarès
- Champion de Tchéquie en 2010 et 2014 avec le Sparta Prague
- Vainqueur de la Coupe de Tchéquie en 2011, 2012 et 2013 avec le Sparta Prague
- Vainqueur de la Supercoupe de Tchéquie en 2010 avec le Sparta Prague